# 在斗争
在斗争（西班牙语：En lucha；加泰罗尼亚语：En Lluita）是西班牙的一个已不存在的托洛茨基主义政党。
该党成立于1994年，当时取名为国际社会主义。1998年，该党改名为革命左翼。2001年，该党改名为“在斗争”。2016年11月，该党解散，它在加泰罗尼亚的成员加入转而人民团结候选人，其余地区的成员则加入“我们能”党的内部派别反资本主义者。
该党的意识形态是社会主义、马克思主义、托洛茨基主义、反资本主义。它的政治立场是极左翼。它的总部位于巴塞罗那。它出版报纸《在斗争》。它是国际社会主义倾向的成员，曾派代表出席欧洲反资本主义左翼的会议。该党的组织主要分布于加泰罗尼亚自治区，特别是在巴塞罗那。